# Numerus clausus
Un numerus clausus (del llatí que significa literalment 'nombre tancat') és el nombre de persones als que una cosa és concedida (per exemple l'autorització d'exercitar una funció, l'admissió a una prova, etc.), en un sistema on aquest nombre és limitat a un valor fix sigui quin sigui el nombre de pretendents (més que per un percentatge), i decidit per les autoritats competents en funció de les seves necessitats.
El numerus clausus també pot referir-se a un nombre de categories limitat, és a dir, no necessàriament referit a nombres de persones, tot i que sol ser més emprada referint-se a nombres de persones.
El numerus clausus és per exemple emprat en l'admissió als estudis mèdics a França, per definir el nombre de metges.